# Irlenfelder Hof
Der Irlenfelder Hof ist ein alter Bauernhof. Der zugehörige Ortsteil heißt Irlenfeld und liegt im Stadtteil Stadtmitte von Bergisch Gladbach.

## Geschichte
Der Irlenfelder Hof ist erstmals für das Jahr 1806 belegt. Er wird im Urkataster als Irlenfeld verzeichnet. Der Hofname war aus dem gleichnamigen älteren Flurnamen hervorgegangen. Das Bestimmungswort „Irle“ leitet sich ab von der althochdeutschen Bezeichnung „arila“, bzw. der mittelhochdeutschen Bezeichnung „erle“ für die Baumart Erle. Der Flurname verwies auf die Lage des Gewannes in einem Erlenwald. Zwischen 1956 und 1962 hat der Irlenfelder Weg seinen Namen aus der Hofbezeichnung erhalten.
Der Ort ist auf der Topographischen Aufnahme der Rheinlande von 1824 als und auf der Preußischen Uraufnahme von 1840 ohne Namen verzeichnet. Zu dieser Zeit war er Teil der Bürgermeisterei Gladbach. Ab der Preußischen Neuaufnahme von 1892 ist er auf Messtischblättern regelmäßig als Irlenfeld verzeichnet.
| Jahr | Einwohner | Wohn- gebäude | Kategorie  | Politische / kirchliche Zugehörigkeit                 |
| ---- | --------- | ------------- | ---------- | ----------------------------------------------------- |
| 1845 | 9         | 1             | Ackergut   | Bürgermeisterei Gladbach, Pfarre Gladbach             |
| 1871 | 11        | 1             | Einzelhaus | Bürgermeisterei Gladbach                              |
| 1885 | 12        | 2             | Wohnplatz  | Bürgermeisterei Gladbach, Kirchspiel Gladbach         |
| 1895 | 11        | 2             | Wohnplatz  | Bürgermeisterei Gladbach                              |
| 1905 | 9         | 1             | Wohnplatz  | Bürgermeisterei Gladbach, katholische Pfarre Gladbach |